# Gymnochthebius papua
Gymnochthebius papua är en skalbaggsart som beskrevs av Perkins 2005. Gymnochthebius papua ingår i släktet Gymnochthebius och familjen vattenbrynsbaggar. Inga underarter finns listade i Catalogue of Life.